# Villa Santa Cruz del Lago
Villa Santa Cruz del Lago es una localidad situada en el departamento Punilla, provincia de Córdoba, Argentina.
Se encuentra 7 km al norte de la ciudad de Villa Carlos Paz, junto a la RN 38. Dista 50 km de la capital  provincial.

## Historia
El Sr. Deogracias Manuel Santa Cruz fue el fundador de la villa, iniciando los trabajos en 1958 en el loteo "Villa del Lago". En ese año viene de Buenos Aires y se instala en Villa Carlos Paz.

En 1968 empieza la urbanización del loteo "Lago Azul". Ambas urbanizaciones fueron hechas por la empresa D.M.Santa Cruz S.A.I.C.

Hoy Villa del Lago tiene dos secciones y cuenta con más de 800 casas construidas. Lago Azul siete secciones y 220 casas.
El primer presidente de la Comisión Vecinal fue el Sr. Tomás Mina, que le puso el nombre a la zona. Como el loteo inicialmente se llamaba "Villa del Lago", Mina llamó "Villa Santa Cruz del Lago" al pueblo en homenaje a la persona que lo había fundado.

El siguiente presidente de la Comisión Vecinal fue Jordán Maldonado. Le siguió Gómez Llanos, Vaccarello, (ya se había transformado en comuna), Pablo Cremer, luego su hija, y en el 2011 Luis Mirabet.

En el 2010 se transformó la comuna en municipalidad. En las elecciones de 2011 se elegirá por primera vez intendente.

## Turismo
La principal actividad económica es el turismo, ya que, además del paisaje serrano y el hecho de estar sobre la costa oeste del lago San Roque, se sitúan en la localidad dos importantes parques de diversiones, que atraen a familias y estudiantes egresados. Casi inmediatamente al norte de Santa Cruz del Lago se ubica la localidad de Villa Parque Siquiman, de este modo Santa Cruz del lago tiende a formar una conurbación con Carlos Paz y Parque Siquiman.

## Geografía

### Población
Cuenta con 3671 habitantes (Indec, 2022), lo que representa un incremento del 38% frente a los 2282 habitantes (Indec, 2010) del censo anterior. Integra el aglomerado denominado Tanti - Villa Santa Cruz del Lago - Estancia Vieja que cuenta con una población de 12 000 habitantes (Indec, 2022).
El censo provincial de población de 2008, registró 2245 pobladores, con lo cual es la 5.ª comuna de la provincia en cuanto a su población, y supera el mínimo estipulado para constituirse en municipio
| Gráfica de evolución demográfica de Villa Santa Cruz del Lago entre 1991 y 2022 |
|                                                                                 |
| Fuente: censos nacionales del INDEC                                             |

### Sismicidad
La sismicidad de la región de Córdoba es frecuente y de intensidad baja, y un silencio sísmico de terremotos medios a graves cada 30 años en áreas aleatorias. Sus últimas expresiones se produjeron:
- 22 de septiembre de 1908 (116 años), a las 17.00 UTC-3, con 6,5 Richter, escala de Mercalli VII; ubicación 30°30′0″S 64°30′0″O / -30.50000, -64.50000; profundidad: 100 km; produjo daños en Deán Funes, Cruz del Eje y Soto, provincia de Córdoba, y en el sur de las provincias de Santiago del Estero, La Rioja y Catamarca[3]

- 16 de enero de 1947 (78 años), a las 2.37 UTC-3, con una magnitud aproximadamente de 5,5 en la escala de Richter (terremoto de Córdoba de 1947)[2]

- 28 de marzo de 1955 (70 años), a las 6.20 UTC-3 con 6,9 Richter: además de la gravedad física del fenómeno se unió el desconocimiento absoluto de la población a estos eventos recurrentes (terremoto de Villa Giardino de 1955)

- 7 de septiembre de 2004 (20 años), a las 8.53 UTC-3 con 4,1 Richter

- 25 de diciembre de 2009 (15 años), a las 21.42 UTC-3 con 4,0 Richter

https://www.facebook.com/pages/Santa-Cruz-Del-Lago-Unido/920726101282771?fref=ts (enlace roto disponible en Internet Archive; véase el historial, la primera versión y la última).